# 石狩湾
座標: 北緯43度20分 東経141度7分 / 北緯43.333度 東経141.117度

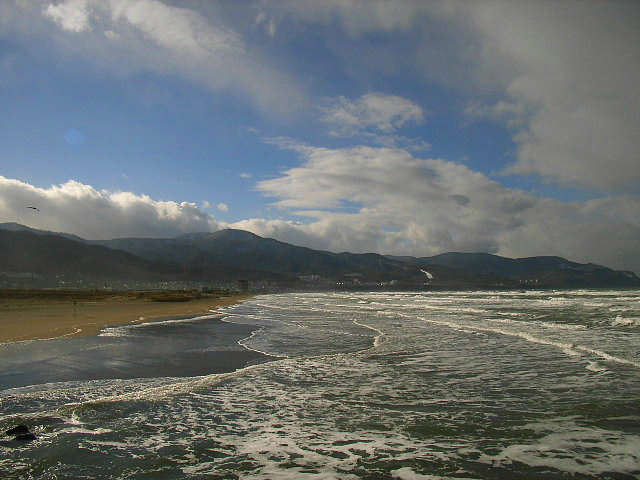
湾奥部の砂浜の西端。小樽市（2004年11月）

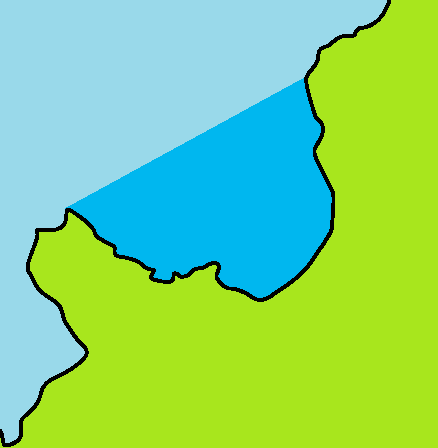
石狩湾の範囲

石狩湾（いしかりわん）は、北海道中西部、小樽市や石狩市などが面する、日本海につづく湾。積丹岬から雄冬岬にかけて南東方向に湾入している部分をいう。
湾の両端は山地が海岸に迫って海食崖をなしており、海岸線も比較的入り組んでいることから小樽港や中小の漁港など良港が多い。これに対し湾奥は石狩平野から続く遠浅の海となっており、大型の船舶が接岸できるような場所がなかったが、1982年に石狩市と小樽市の境界部へ掘り込み式の石狩湾新港が作られた。この港は札幌市中心部から20km足らずの位置にあり、札幌圏と各地とを結ぶ海上物流拠点の役割を担う。湾奥部の海岸は砂浜が広がっており、海水浴場も多い。
アイヌ語の「フムベ・オマイ」（クジラがいる場所）に因む分部越（ふんべこえ）や鯨塚という場所が残るように、かつては沢山のクジラやイルカ、およびニホンアシカなどの鰭脚類やウバザメなどの大型海棲動物類が見られたと思われる。　北西北海道では、とくに沿岸性のコククジラやセミクジラなどは礼文島および宗谷岬から本地域および小樽・天塩・積丹に至る北西北海道では風物詩の一つとして数えられたほど数多くの個体が来遊していた。なお、現代では日本には通常生息をしていないホッキョククジラの化石も出土している。
かつては石狩川を遡上していたが、現在では見ることはほぼないとされる2種類のチョウザメが稀に現れることもある。また、近年はジンベイザメも現れている。

## 石狩湾小低気圧
1月から2月にかけて冬型の気圧配置が緩んだ際、石狩湾に近い地域が局地的大雪に見舞われることがある。これは石狩湾に周囲よりわずか2ヘクトパスカルほど気圧の低い部分が発生し、小さな雲の渦を作ることによるもので、石狩湾小低気圧と呼ばれている。道北や道央の内陸部で強い放射冷却によって局地的に高気圧が発生し、相対的に低圧となった日本海側へ風が収束することで低気圧となる。突如として現れ短時間で消えてしまうため、正確な予測は難しい。時には1日に1m近い降雪をもたらし、石狩市や札幌市などの交通を麻痺させることもある。

## 湾に面する自治体
後志総合振興局
積丹町、古平町、余市町、小樽市
石狩振興局
石狩市

## 生物相
サケ、カレイ、イカ、ホッケ、シャコ、エビ、ソイなどの魚が生息しており、湾の漁港ではこれらの漁も盛んである。

## 蜃気楼
石狩湾に現れる蜃気楼は江戸時代から報告があり、通称「高島おばけ」と呼ばれる。

## 参考資料
1. ↑  志賀健司  いしかり博物誌-第５回　地下に眠る氷海の鯨 (PDF)、石狩市、2013年12月26日閲覧
2. ↑  石狩市教育委員会 いしかり砂丘の風資料館、2013年、石狩の海生哺乳類 (PDF)、石狩ファイル No.0132-01、2015年1月5日閲覧
3. ↑  宇仁義和 (2004年). “[西部系群コククジラ Eschrictius robustus の記録集成と通過海峡 西部系群コククジラ Eschrictius robustus の記録集成と通過海峡]”.   宇仁自然歴史研究所, 東京農業大学・生物産業学部. 2015年1月16日閲覧。
4. ↑  石橋孝夫.2004年  いしかり博物誌-第57回　チョウザメは、なぜ石狩に来たか (PDF)、石狩市、2013年12月26日閲覧
5. ↑  “1．2011年に石狩湾沿岸で定置網に混入したジンベエザメ Rhincodon typus caught by fixed net on the coast of Ishikari Bay in 2011” (PDF). いしかり砂丘の風資料館紀要 第４巻 (2014年3月) (いしかり砂丘の風資料館). (2014) 2015年1月16日閲覧。.
6. ↑  小樽の蜃気楼（しんきろう）「高島おばけ」小樽市総合博物館
7. ↑  松浦武四郎が紹介した「高島おばけ」小樽市総合博物館